# Západní Afrika

Mapa Afriky, zvýrazněny jsou státy západní Afriky

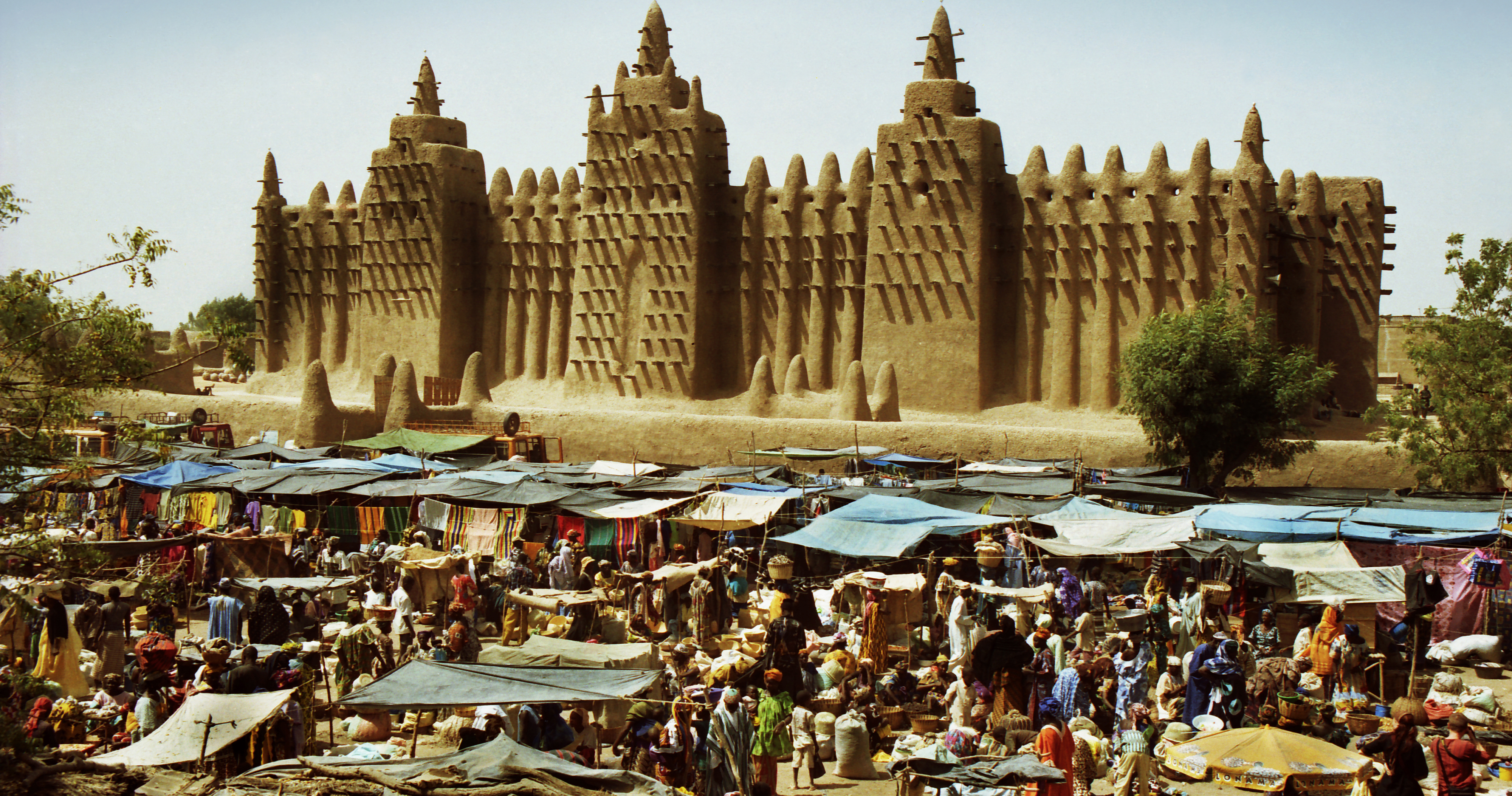
Velká mešita v Djenné, Mali.

Západní Afrika je region na západu Afriky, do nějž se většinou řadí tyto země: Benin, Burkina Faso, Kamerun, Pobřeží slonoviny, Gambie, Ghana, Guinea, Guinea-Bissau, Libérie, Mali, Niger, Nigérie, Senegal, Sierra Leone, Togo.
Někdy jsou k nim přiřazovány také tyto oblasti: Kapverdy, Čad, Rovníková Guinea, Gabon, Mauritánie, Svatý Tomáš a Princův ostrov a Západní Sahara.
Západní Afrika je oblast, která má široké spektrum druhů oblastí, bioregionů a kultur. Je umístěna na západ od pomyslné severo-jižní osy rozdělující Afriku na dvě poloviny. Na západě a na jihu ohraničuje tento region Atlantský oceán. Severní hranici tvoří poušť Sahara. Záhyb Nigeru v těchto místech se považuje za nejsevernější část regionu. Východní hranice je méně zřetelná. Někdy se označuje za údolí Benue a jindy se bere za hranici pomyslná spojnice Mount Cameroon a jezera Čad.
Moderní státy většinou přebraly hranice z dob kolonialismu, což se projevilo rozdělením kulturních a etnických území, často rozdělujíce jednu etnickou skupinu do dvou různých států.

## Geografie a klima

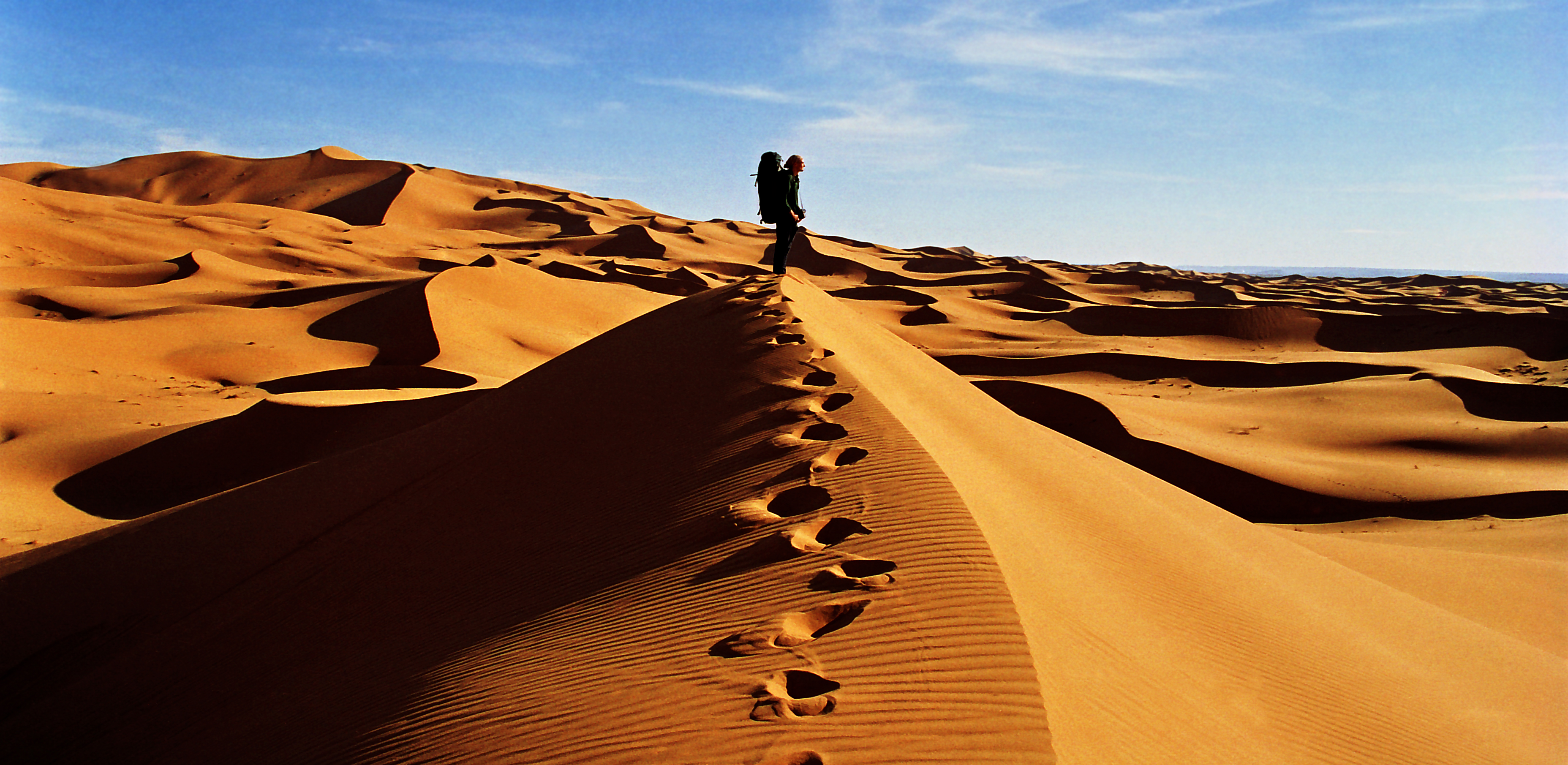
Poušť Sahara v Alžírsku.

Čtrnáct států, které tvoří přísnou definici západní Afriky, tvoří území přibližně 5 051 980 km². Převážná část regionu jsou planiny ležící ve výšce přibližně 300 metrů nad mořem, s výjimkou izolovaných vrcholků v Pobřeží slonoviny, Guineji, Libérii, Nigérii, Sieře Leone a Togu. Pico de Fogo je nejvyšší bod této oblasti s nadmořskou výškou 2 829 metrů.
Severní část západní Afriky je tvořena subtropickými oblastmi zvanými Sahel, což je přechodné území mezi Saharou na severu a savanou v západním Súdánu na jihu. Rovníkový deštný prales je třetí pás, který má šířku od 160 km do 240 km.

## Zemědělství
Krajina je spíše úrodná, pěstují se kávovníky, kakaovníky, palmy olejné, rýže i bavlníky. Chov není příliš častý.

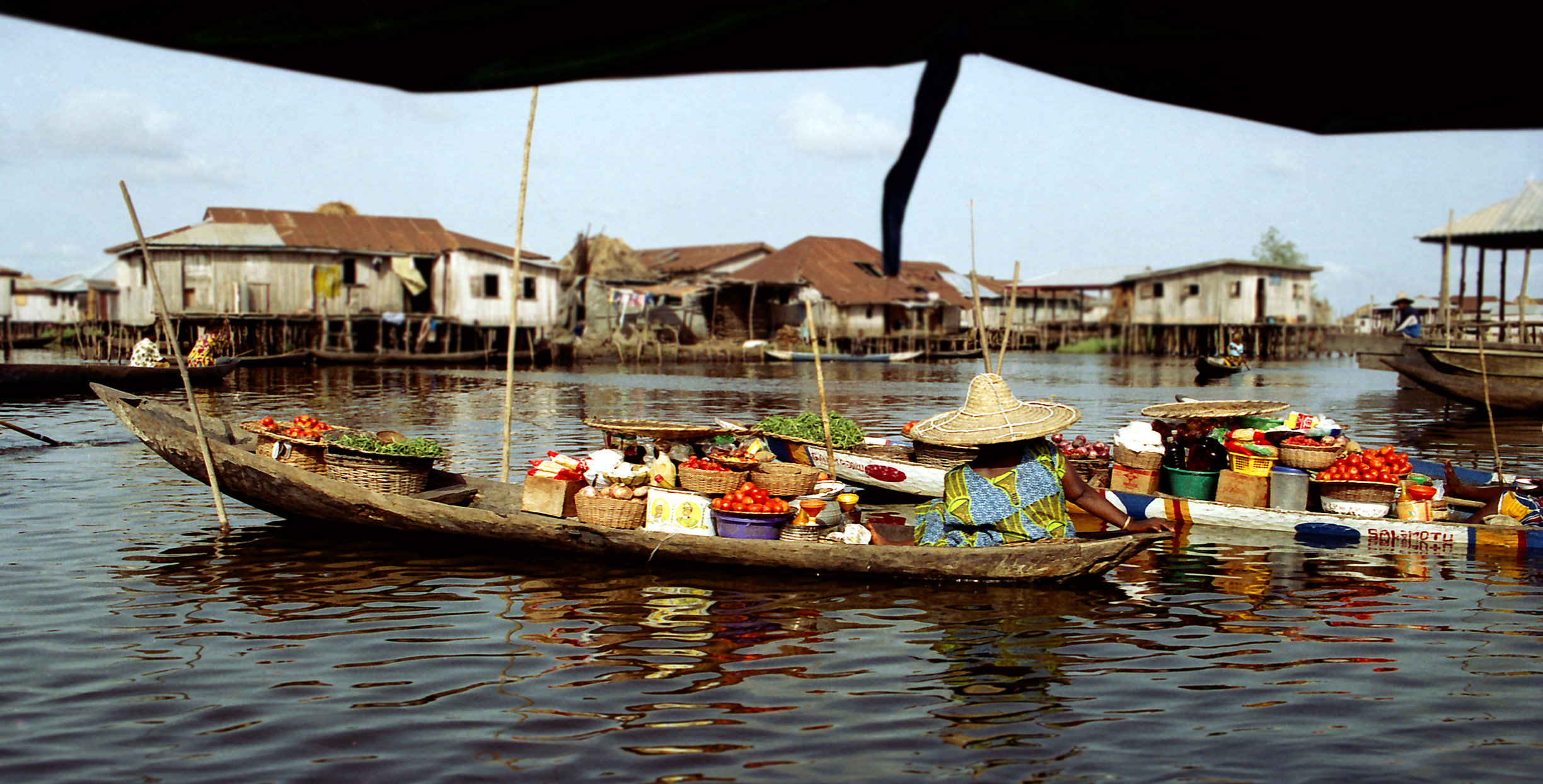
Vesnice Ganvié v Beninu.

## Těžba
Západní Afrika je celkem bohatá na nerostné suroviny. Těží se zde fosfáty, mangan, zlato, bauxit a železná ruda. Pobřeží slonoviny je známo nalezišti diamantů. V Nigérii se těží ropa.

## Obyvatelstvo
Region stále patří mezi obydlenější oblasti Afriky, hlavně okolo Guinejského zálivu. Žijí zde Mandingové, Jorubové, Ibové a Pygmejové. Jazykové skupiny jsou súdánská a bantu.

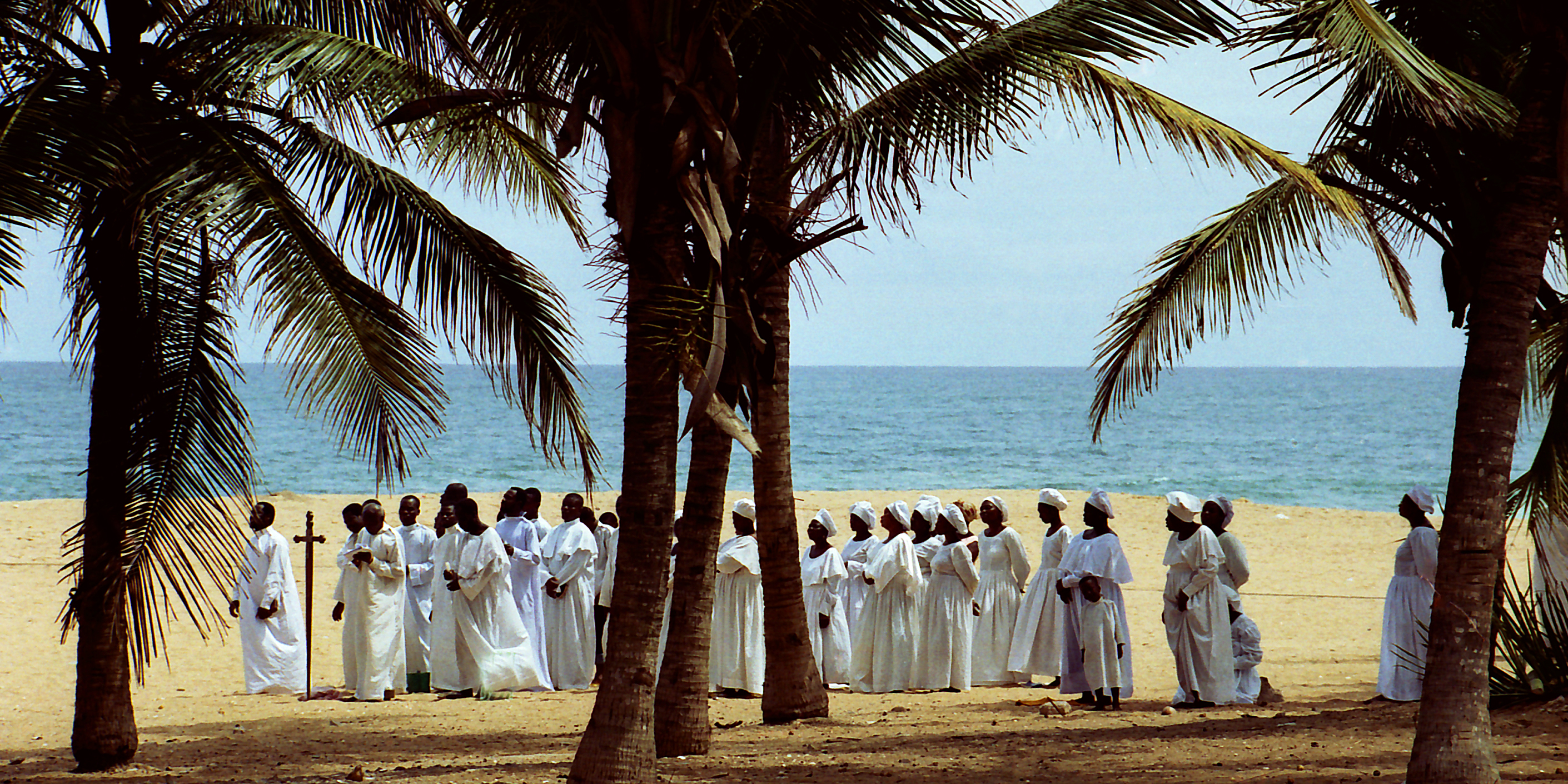
Bohoslužba Nebeské církve Kristovy v Beninu.

## Kultura
V mnoha částech západní Afriky je populární hra Oware. V současné době je zde velmi populární fotbal. Národní týmy některých zemí, například Kamerunu a Nigérie, se často kvalifikují na Mistrovství světa.
Hudba Mbalax a historie jsou předávány z generace na generaci, což je typické pro západoafrickou kulturu.

## Regionální organizace
- Ekonomická komunita západoafrických států (ECOWAS) byla založena v roce 1975.
- Lagosský pakt je organizace západoafrických států, která se snaží pozvednout ekonomiku regionu.
- Západoafrická měnová unie (nebo UEMOA z francouzského názvu Union économique et monétaire ouest-africaine) je omezena na osm států, většinou bývalých francouzských kolonií, které používají západoafrický frank jako svou měnu.

Každý stát západní Afriky je také částí Africké unie.